# Spirit

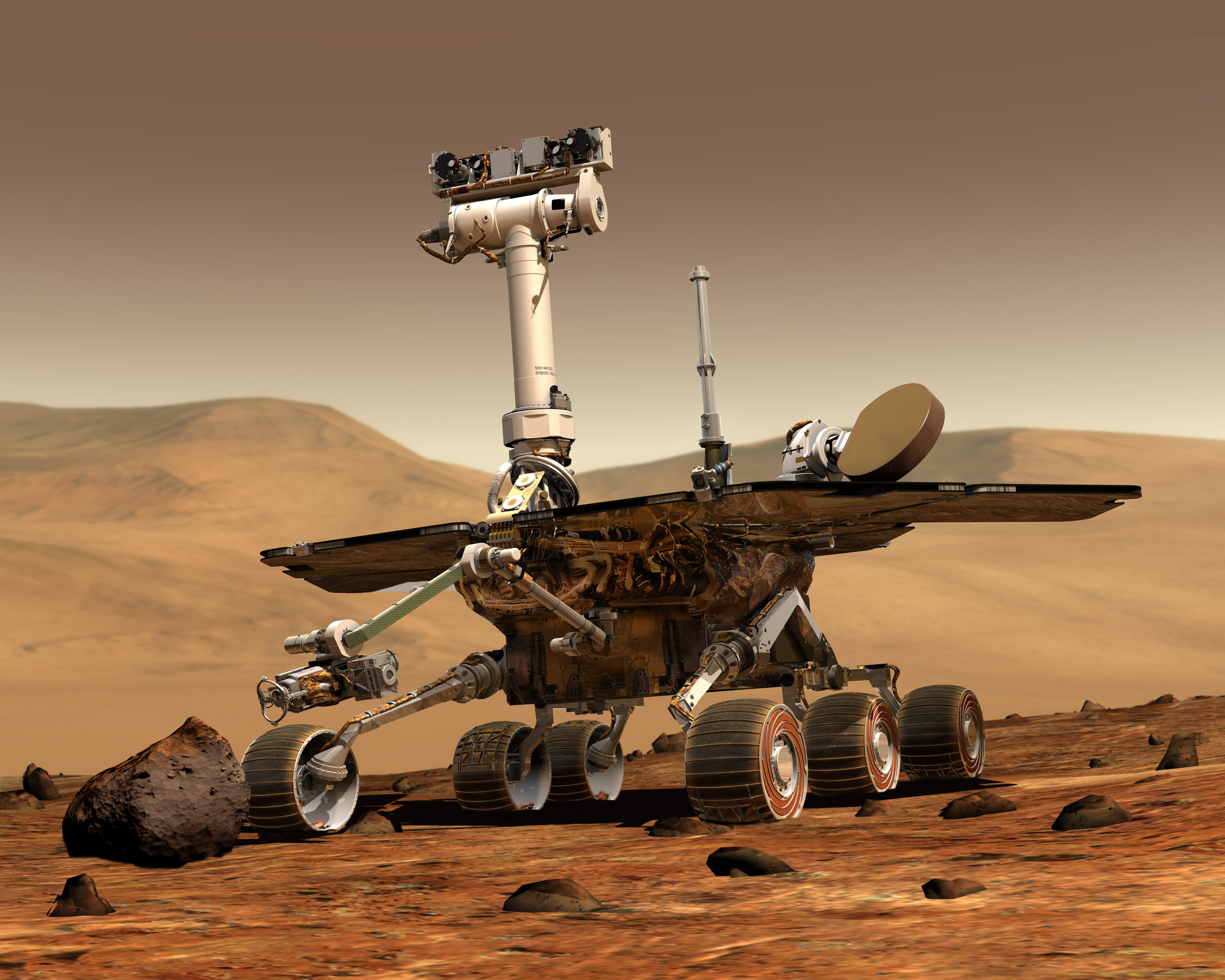
Spirit rover

MER-A (Mars Exploration Rover - A), conegut com a Spirit, és el primer dels dos rovers de la missió "Mars Exploration Rover" de la NASA. Aterrà exitosament al planeta Mart el 4 de gener de l'any 2004 a les 04:35 UTC, tres setmanes abans que el seu bessó Opportunity (MER-B) aterrés al costat oposat del planeta.

## Components i instruments
Els components del rover Spirit són idèntics als d'Opportunity.
- PANCAM. Càmera encarregada de fer les fotogradies panoràmiques d'alta resolució, en estèreo i en color.

- MINI-TES o Mini-Thermal Emission Spectrometer. Espectròmetre encarregat de prendre imatges en infraroig de les roques i el sól, permet conèixer la composició. Està situat al màstil, juntament amb la PANCAM.

- APXS o Alpha-Particle-X-Ray Spectrometer. Espectròmetre de raigs X per a determinar la química i composició del sòl i roques marcianes.

- Mössbauer Spectrometer. Espectròmetre emprat per a determinar amb elevada presició l'abundància i distribució de minerals derivats del ferro, fet que dona informació sobre el magnetisme i la interacció de l'aigua amb aquests minerals.

- RAT o Rock Abrasion Tool. Aparell utilitzat per a perforar les roques i deixar al descobert el seu interior. Pot profunditzar fins a mig centímetre exposant una zona circular d'un diàmetre de 5 centímetres.

- Microscopic Imager. Es tracta d'una càmera acoblada a un microscopi.

## Aterratge
L'Spirit aterrà a 10 km del centre del cràter Gússev a una latitud 14,5718° S i una longitud 175,4785° E. L'equip del MER anomenà al lloc d'aterratge la "Columbia Memorial Station", en honor dels set astronautes que moriren en la missió del Transbordador espacial Columbia.

### Mapa interactiu de Mart
El següent mapa d'imatge del planeta Mart conté enllaços interns a característiques geogràfiques destacant les ubicacions de Rovers i mòduls de descens. Feu clic en les característiques i us enllaçarà a les pàgines dels articles corresponents. El nord està a la part superior; les elevacions: vermell (més alt), groc (zero), blau (més baix).
- http://www.sondasespaciales.com